# Cantó de Nérondes
El cantó de Nérondes és un cantó francès del departament del Cher, situat al districte de Saint-Amand-Montrond. Té 13 municipis i el cap és Nérondes.

## Municipis
- Blet
- Charly
- Cornusse
- Croisy
- Flavigny
- Ignol
- Lugny-Bourbonnais
- Menetou-Couture
- Mornay-Berry
- Nérondes
- Ourouer-les-Bourdelins
- Saint-Hilaire-de-Gondilly
- Tendron

## Història
| Data d'elecció                           | Identitat         | Partit  | Qualitat |
| ---------------------------------------- | ----------------- | ------- | -------- |
| 1945-1961                                | Émilienne Leclerc | radical |          |
| 1961-1973                                | M. Guirault       | CNIP    |          |
| 1973-1985                                | Michel Bibanow    | PS      |          |
| 1985-2004                                | Serge Bousquiel   | UDF     |          |
| 2004-2009                                | Michel Bibanow    | PS      |          |
| 2009-                                    | Robert Belleret   | PS      |          |
| les dades anteriors no són pas conegudes |                   |         |          |
|                                          |                   |         |          |

## Demografia
| A partir de 1990: Població sense dobles comptes |